# 스티븐 마이클 쿠에자다

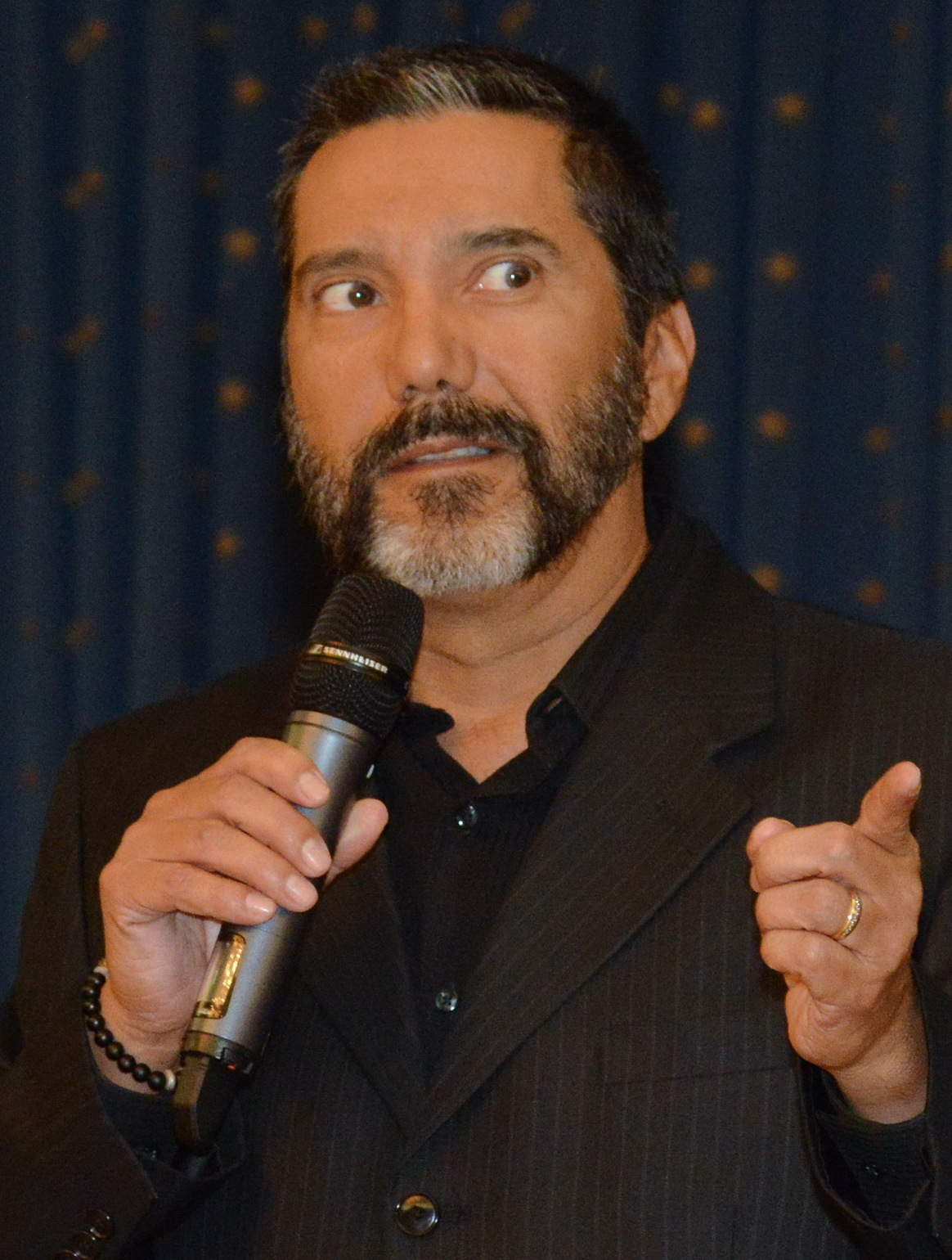

스티븐 마이클 쿠에자다(Steven Michael Quezada, 1963년 2월 15일 ~ )는 미국의 희극 배우, 텔레비전 배우, 영화배우, 작가, 영화 프로듀서이다.
앨버커키에서 태어났다.

## 영화
- 듀크 시티 (2018년)
- 걸프렌즈 데이 (2017년)
- 살인의 기억법 (2016년)
- 케플러스 드림 (2016년)
- 컨뎀드 2 (2015년) - 라울 역
- 스페어 파츠 (2015년) - 살가도 역
- 라이트 프롬 더 다크룸 (2014년)
- 브레이킹 배드 시즌5 (2012년) - 스티븐 고메즈 역
- 브레이킹 배드 시즌4 (2011년) - 스티븐 고메즈 역
- 러브 랜치 (2010년)
- 카이츠 (2010년) - 콥 역
- 브레이킹 배드 시즌3 (2010년) - 스티븐 고메즈 역
- 브레이킹 배드 시즌2 (2009년) - 스티븐 고메즈 역
- 브레이킹 배드 시즌1 (2008년) - 스티브 고메즈 역
- 퍼스트 스노우 (2006년)
- 비어페스트 (2006년)